# Оксикодон
Оксикодонът ((5R,9R,13S,14S)-4,5α-епокси-14-хидрокси-3-метокси-17-метилморфинан-6-он) е наркотично вещество, полусинтетичен опиоид, получаван от тебаина. Използва се в онкологията като обезболяващ препарат, но същевременно може да бъде и продукт (стока) с възможна двойна употреба. Оксикодонът запазва обезболяващия ефект на морфина и хероина, при по-ниска склонност към пристрастяване.

## Производители и разпространители
Оксикодонът е въведен на пазара в САЩ през 1939 г. Най-големият производител на генеричния продукт (препарат) на оксикодона, продаван под търговската марка „Оксиконтин“, е Purdue Pharma (производствените мощности са в Стамфорд, до Ню Йорк), част от фирмената групировка Mundipharma, а притежателят на разрешителното за производство и маркетинг на генеричния продукт е базираната на Бермудите Mundipharma Medical.

### Списък на производителите и разпространителите наMundipharma
1. PURDUE PHARMA Inc. – производител;
2. NAPP Pharmaceuticals Ltd – Великобритания, производител;
3. BARD Pharmaceuticals Ltd – Великобритания, производител;
4. Mundipharma GmbH – Германия, производител;
5. Mundipharma GesmbH – Австрия, маркетинг за Източна Европа;
6. Mundipharma AG – Швейцария, маркетинг;
7. Mundipharma Medical – Бермуда, притежател на разрешителното.

## Контрол върху разпространението
В България оксикодонът е под контрола на Закона за контрол върху наркотичните вещества и прекурсорите и е в списък 2 като вещество с висока степен на риск, намиращо приложение в хуманната и ветеринарната медицина.
Разпространението му е поставено под действието на Виенската конвенция от 1988 г., по която България е страна – за Европа и света, а за Австралия е по статута на Controlled (S8), във Великобритания и Канада – на Schedule I, и в САЩ – на Schedule II, т.е. строг контрол на разпространението му с оглед възможната злоупотреба при разпространението му.
Според Международния съвет за контрол на наркотиците САЩ са на първо място по общо потребление на оксикодон през 2007 г. (82% от световното от общо 51,6 тона), следвани от Канада, Дания, Австралия и Норвегия. Според данни на американското Управление по контрол на качеството на продуктите и лекарствата през 2001 г. „Оксиконтин“ е най-продаваното лекарство за облекчаване на болки в САЩ, като през 2008 г. продажбите му само в САЩ възлизат на общата сума 2,5 милиарда щатски долара. Mundipharma е разпространителя на OxyContin в Австралия, Китай и Европа.
Вследствие от неправилна употреба (злоупотреба) с „Оксиконтин“ умира Хийт Леджър, преди да завърши филма „Сделката на доктор Парнасъс“. В прекомерна употреба на оксикодон е уличена и порноактрисата Джена Джеймисън.
В САЩ тече усилен обществен дебат по отношение на широката употреба и ограничаване разпространението му. Purdue Pharma е обвинявана в това, че поставя печалбите си над обществения интерес, прилагайки „значителен политически натиск“, за да успее да обърне съществуващото предварително одобрение за употреба на „Оксиконтин“ в Южна Каролина, неглижирайки обстоятелството, че това е наркотик. Данните на обществените организации срещу злоупотребата с наркотични вещества за последните 10 години[ неясно? ] сочат нарастване употребата на „Оксиконтин“ 5 пъти. Междувременно в XXI век се водят много съдебни битки в американските съдилища по отношение на генеричния оксикодон, известен под търговската марка „Оксиконтин“.
До 2007 г. 51% от националната извадка за интравенозните наркомани в Австралия и 27% в Канада отчитат използването на оксикодон. За САЩ този процент е по-висок.

## История
Медикаментът е синтезиран от опиум, получен от тебаина през 1916 г. в Германската империя, като получаването му е в резултат от опит за подобряване на съществуващите по онова време опиоиди: морфин, диацетилморфин (хероин) и кодеин. Целта на предназначението му е да притъпи болките на ранените по фронтовете на Първата световна война или да причини еуфория с цел предприемане на настъпателни действия – атака.
Синтезиран е за първи път във Франкфуртския университет през 1916 г., след като германската фармацевтична компания Bayer спира масовото производство на хероина поради опасността от употребата му, злоупотребата с него и зависимостта, в която поставя приемащите го ранени по фронтовете войници и други болни по това време.

## Действие и последствия от интоксикация

### Физични и химични свойства
Оксикодонът е твърдо вещество, като може да бъде предлаган в течна форма и на капсули. Разтворим е в етилов алкохол, хлороформ, а е неразтворим във вода и диетилов етер. Хидрохлоридът оксикодон се разтваря в следните съотношения:
1. вода – неразтворим
2. етанол – 1:60
3. хлороформ – 1:600
4. диетилов етер – неразтворим.

Оксикодонът е мощно болкоуспокояващо, което е с умерен аналгетичен ефект. Предназначен е за притъпяване на умерена до силна болка. Ефективността на 10 mg на оксикодон (орално) са равностойни на:
1. морфин сулфат:
  - орално – 20 mg;
  - вътрешномускулно – 33 mg;
2. кодеин – 30 mg орално;
3. оксикодон – 5 mg вътрешномускулно.

Както всички наркотици, оксикодонът трябва да се употребява внимателно. След приема му не трябва да се шофира и работи с машини. Най-често срещаните нежелани реакции след употребата му са констипация, гадене, замаяност, повръщане, главоболие, сухота в устата, изпотяване, световъртеж и астения. При бременни оксикодонът може да влезе в плацентата, открива се в малки дози в майчиното мляко и може да причини респираторна депресия на новороденото. Въпреки това не са намерени присъщите патологични аномалии при новородените вследствие от употребата на оксикодон.[източник? (Поискан днес)]
Метаболизмът на оксикодона, както и на други полусинтетични опиати, не е добре проучван.

### Фармакологични свойства

#### Фармакодинамични свойства
Оксикодонът е чист опиоиден агонист без антагонистични качества. Афинитетът му е към капа-рецептори, мю-рецептори и делта-рецепторите в мозъка и гръбначния мозък.

#### Фармакокинетични свойства
Оксикодонът в сравнение с морфина има абсолютна бионаличност от приблизително 30%, а след прием през устата има висока абсолютна бионаличност – до 87%. Има време на полуелиминиране от приблизително 3 часа и се метаболизира главно до нороксикодон и оксиморфон. Има и известно аналгетично действие.
Освобождаването на оксикодона от таблетките „Оксикотин“ е двуфазно, като началното сравнително бързо освобождаване осигурява бърза аналгезия, последвана от по-контролирано освобождаване, определящо 12-часов ефект. Средното време на полуелиминиране е 4,5 часа, поради което равновесното състояние се постига за около 1 ден.
Богатата на мазнини храна не променя максималната концентрация и степента на абсорбация на оксикодона.

### Фармацевтични данни
Списъкът на ексципиентите на оксикодона е:
1. Lactose
2. Polividon
3. Ammoniomethacrylate polymer dispersion
4. Triacetin
5. Stearyl alcohol
6. Talc
7. Magnesium Stearate

### Фармацевтична форма
1. 10 mg – бели таблетки, маркирани с ОС от едната страна и 10 от другата.
2. 20 mg – розови таблетки, маркирани с ОС от едната страна и 20 от другата.
3. 40 mg – жълти таблетки, маркирани с ОС от едната страна и 40 от другата.
4. 60 mg – сини таблетки, маркирани с ОС от едната страна и 60 от другата.
5. 80 mg – зелени таблетки, маркирани с ОС от едната страна и 80 от другата.

### Действие и симптоми на отравяне
Оксикодонът започва своето действие в организма 10 – 15 минути след приема му. Максималният ефект от употребата му настъпва след 30 – 60 минути. Общата продължителност на действието му трае от 3 до 6 часа. При предозиране приемащият го може да изпадне в кома, аритмия, ацидоза. В краен случай на интоксикация може да се стигне до сърдечносъдова недостатъчност, спиране на сърдечната дейност и смърт.

### Употреба
Обикновено оксикодинът се използва като упойка в комбинация с аспирин или парацетамол. Той е особено подходящ заместител на морфина или кодеина.